# Robert Adamson (Fotograf)
Robert Adamson (* 26. April 1821 in Burnside, Schottland; † 14. Januar 1848 in St Andrews) war ein schottischer Chemiker und Fotograf. Mit seinem Partner David Octavius Hill gehört er zu den Pionieren der Fotografie.

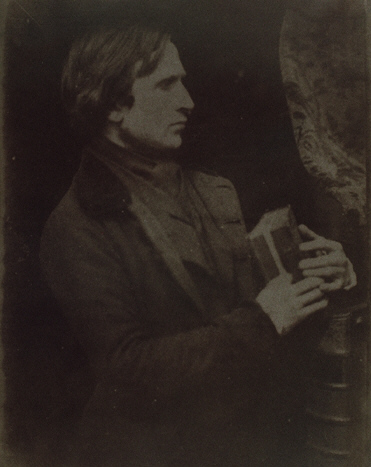
Robert Adamson

## Leben
Robert Adamson war der Sohn des Farmers Alexander Adamson aus Burnside. Er hatte die Kalotypie durch seinen Bruder John und durch den Physiker David Brewster von der Universität St Andrews kennengelernt. Ermutigt durch den Bruder und dadurch, dass Fox Talbot seine Patentrechte für das Kalotypie-Verfahren nicht in Schottland geltend gemacht hatte, eröffnete er 1843 ein eigenes Porträtstudio in Edinburgh. Im selben Jahr trat der schottische Landschafts- und Porträtmaler David Octavius Hill an ihn heran und engagierte ihn. Hill wollte das Gründungstreffen der schottischen Freikirche mit 457 Kirchenvertretern malen und sich als Vorlage für das Monumentalgemälde Kalotypien erstellen lassen. Die Einzelpersonen wurden im Freien in natürlicher Umgebung aufgenommen und posierten manchmal mit verschiedenen Requisiten (drapierte Tische, Blumendekorationen und Ähnliches). Aufgrund des langsamen Verfahrens erforderte eine Aufnahme dabei ungefähr zweiminütiges Stillhalten im Sonnenlicht.
Aus dieser Zusammenarbeit entstand ein gemeinsames Fotoatelier. In der Zeit bis 1848 entstanden zwischen 1500 und 3000 Kalotypien, die Porträts wie auch Städte- und Landschaftsansichten und Szenen aus dem alltäglichen Leben abbildeten. Die Aufnahmen wurden zumeist mit der Signatur „aufgenommen von R. Adamson unter der künstlerischen Leitung von D. O. Hill“ versehen.
Nach dem frühen Tod Adamsons, der mit 27 Jahren an einer schweren Krankheit starb, widmete sich Hill wieder der Malerei.

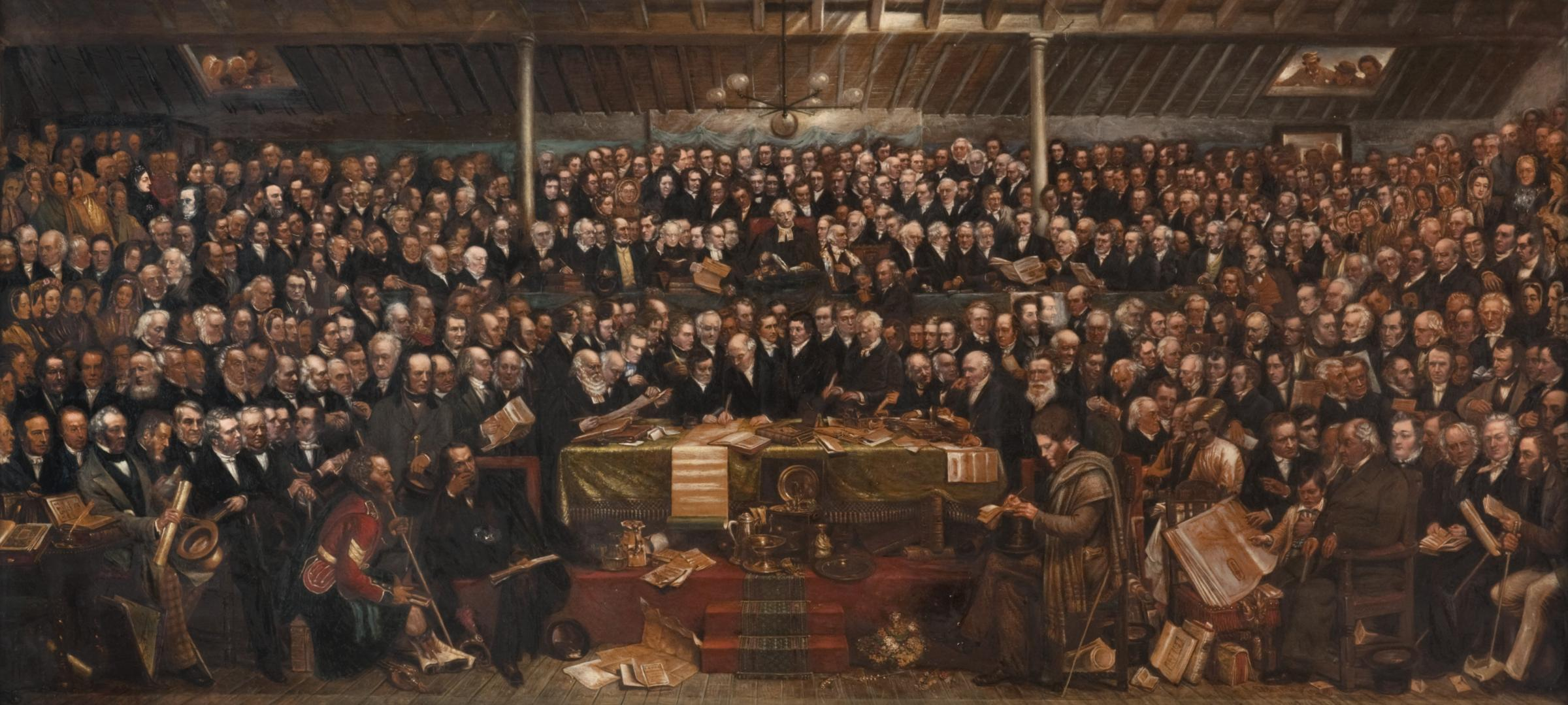
Hills Gemälde vom Gründungstreffen der schottischen Freikirche, 1843
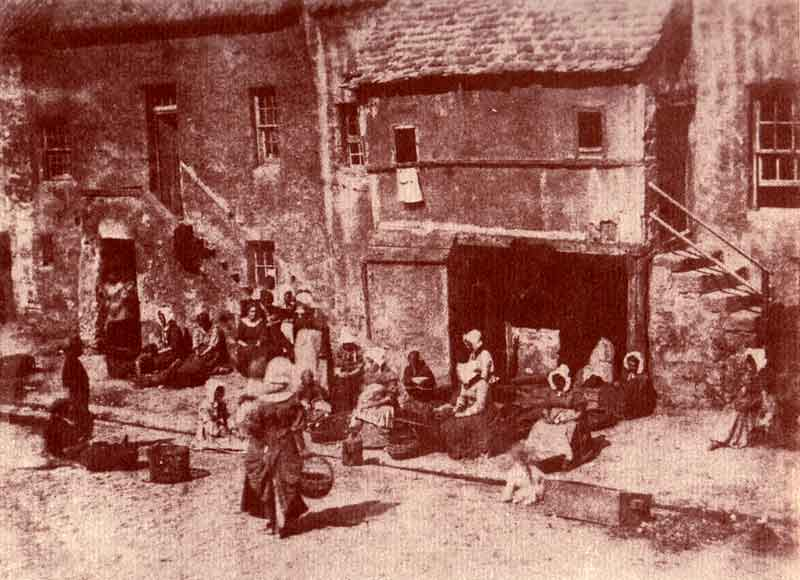
Fischerfrauen in St. Andrews
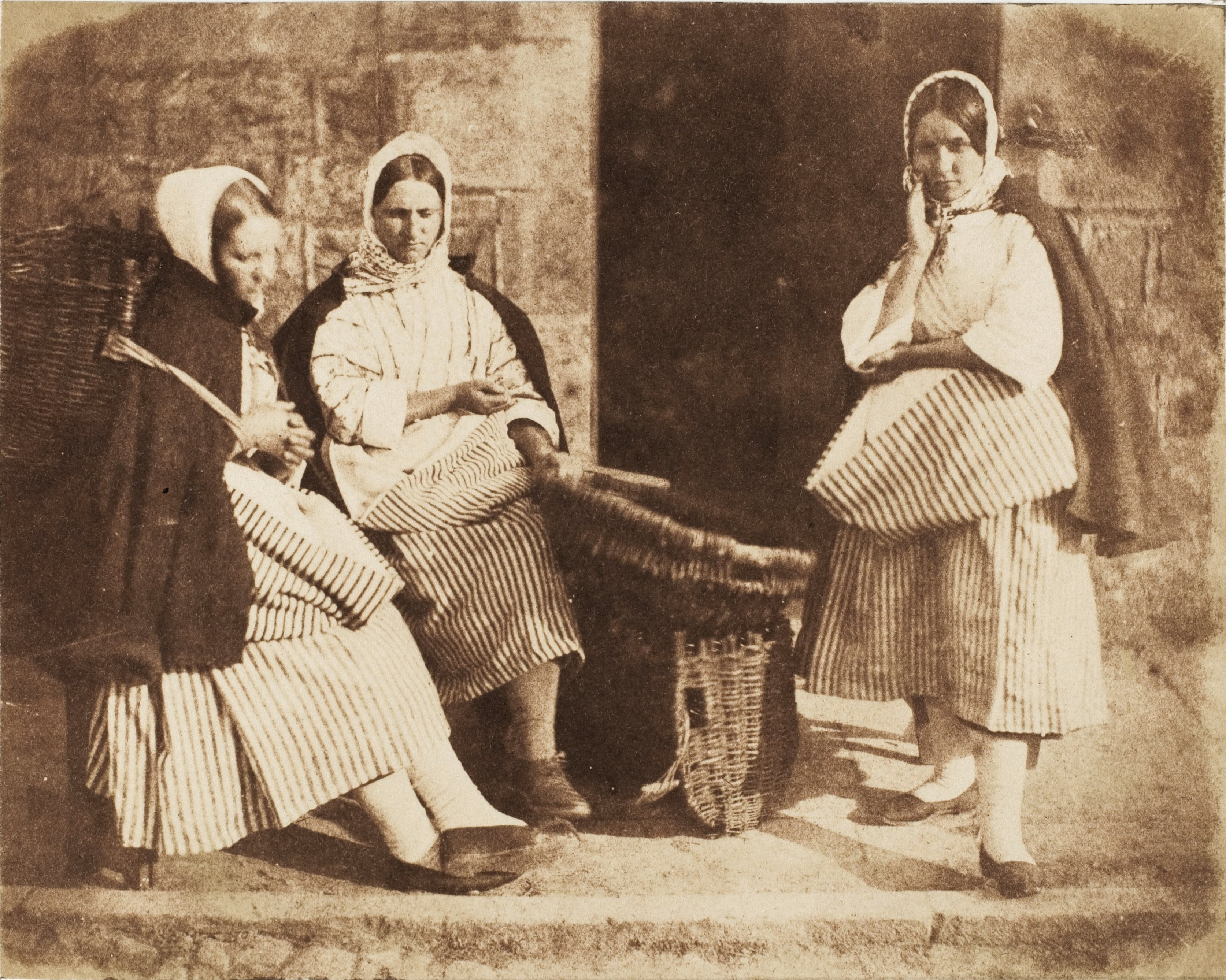
Fischerfrauen in Newhaven